# Parajás
Parajás, deusas Tupi-Guarani da honra, do bem e da justiça.